# Меланхолија (књига)
Меланхолија, оригинални називи (енгл. Melancholia I) и (енгл. Melancholia II) обједињени у једну књигу под називим Меланхолија 1, 2 (енгл. Melancholia I & II) је роман норвешког писца Јона Фосеа из 1995. први део, и 1996. други део. Реч је о норвешком сликару Ларсу Хертервигу (1830–1902) и његовом времену као младом студенту у Диселдорфу, где је, агонизиран неузвраћеном љубављу и сумњом у своју уметност, доведен до менталног слома. Радња наставака из 1996. је смештена на дан Хертервигове смрти. Књига је на српском језику објављена под називом Меланхолија 1, 2 2021. године у издању Блум издаваштва из Београда у преводу Радоша Косовића.
Иако је првобитно овај роман издат у два тома, данас аутор инсистира на томе да је у питању целина која не трпи засебна издања.

## О аутору
Јун Фосе (1959) је норвешки књижевник, добитник Нобелове награде за књижевност 2023. године. Рођен је на западу Норвешке у области Хаугесунд, где и данас повремено живи, као и у Аустрији, али и у „Пећини” у Ослу, почасној резиденцији од националног значаја коју је краљ Норвешке наменио искључиво за највећег живог уметника. Написао је више од 20 прозних дела, 30 позоришних комада и 8 збирки поезије. Дела су му преведена на већину светских језика. Добитник је многих награда у земљи и у иностранству: Европске награде за књижевност, наградā Нордијског савета за књижевност и Шведског савета за књижевност, Ибсенове награде и многих других.

## О књизи
Књига је награђена наградом Мелсом и наградом Sunnmøre. Први део Меланхолије био је основа за оперу Меланхолија Георга Фридриха Хаса из 2008. године.
Роман Меланхолија води читаоца дубоко у крхку сликарову свест, рањиву на све, али зато јединствено способну да види његову лепоту и његову светлост.

## Радња
Фосе је комбинујући историјске чињенице са фикцијом написао роман који почиње причом о норвешком сликару из 19. века Ларсу Хертервигу који је сликао задивљујуће пејзаже. Леш је боловао од менталне болести и умро у сиромаштву 1902. У првом делу књиге аутор урања у Хертервигов ум у време његових студентских дана, када је претрпео тежак нервни слом. Као студент на Дизелдорфској академији, Хертервиг је био паралисан паранојом и махнито заљубљен у Хелене Винкелман, петнаестогодишњу ћерку своје станодавке. Због опсесије Хеленом Хертервиг завршава на улици. Очајнички покушава да поново уђе у стан Винкелманових, али на крају завршава у душевној болници, где доктор као узрок његових проблема види претерану мастурбацију. У последњем одељку првог дела, чију радњу је аутор сместио на почетак деведесетих година XX века, упознајемо се са такође поремећеним писцем Видмеом, који, инспирисан Хертервиговом сликом „Са Боргеје”, попут самог Фосеа жели да напише роман о сликару. Радња другог дела Меланхолије смештена је у 1902. годину и испричана из перспективе његове измишљене сестре Улине.

## Пријем
Publishers Weekly је 2006. године написао: „У овој наративи о дивљем току свести, Фосе улази у Хертервигов ум док догађаји једног дана убрзавају његов ментални слом... читаоцима, али многи прекрасни одломци и Фосова потрага за 'сјајем божанског' у уметности чине ову моћном књигом." 